# CANDU-reaktor
CANDU (Canadian deuterium-uranium) er en type af kernereaktor til atomkraftværker. Den anvender tungt vand som moderator og naturligt uran som brændsel, da dette er billigere end beriget uran. Denne gevinst bliver dog udlignet af at tungt vand er meget dyrt sammenlignet med almindeligt vand.
| Fysik | Spire Denne artikel om fysik er en spire som bør udbygges. Du er velkommen til at hjælpe Wikipedia ved at udvide den. |